# Center Point (Luisiana)
Center Point es un lugar designado por el censo ubicado en la parroquia de Avoyelles en el estado estadounidense de Luisiana. En el Censo de 2010 tenía una población de 492 habitantes y una densidad poblacional de 40,2 personas por km².

## Geografía
Center Point se encuentra ubicado en las coordenadas 31°15′9″N 92°12′36″O / 31.25250, -92.21000. Según la Oficina del Censo de los Estados Unidos, Center Point tiene una superficie total de 12.24 km², de la cual 12.24 km² corresponden a tierra firme y (0%) 0 km² es agua.

## Demografía
Según el censo de 2010, había 492 personas residiendo en Center Point. La densidad de población era de 40,2 hab./km². De los 492 habitantes, Center Point estaba compuesto por el 96.75% blancos, el 2.24% eran afroamericanos, el 0% eran amerindios, el 1.02% eran asiáticos, el 0% eran isleños del Pacífico, el 0% eran de otras razas y el 0% pertenecían a dos o más razas. Del total de la población el 0.61% eran hispanos o latinos de cualquier raza.